# Đuôi cụt gáy xanh
Đuôi cụt gáy xanh, tên khoa học Hydrornis nipalensis, là một loài chim trong họ Pittidae. Chúng có thể tìm thấy ở Ấn Độ, Bangladesh, Bhutan, Lào, Myanmar, Nepal, Trung Quốc, và Việt Nam.

## Phân loài
- Hydrornis nipalensis nipalensis (Hodgson, 1837)
- Hydrornis nipalensis hendeei (Bangs & van Tyne, 1931)